# Kuurne-Bruxelles-Kuurne 1975
La Kuurne-Bruxelles-Kuurne 1975, trentunesima edizione della corsa, si svolse il 2 marzo su un percorso di 196 km, con partenza e arrivo a Kuurne. Fu vinta dal belga Frans Verhaegen della squadra Ijsboerke-Colner davanti all'olandese Tino Tabak e all'altro belga Freddy Maertens.

## Ordine d'arrivo (Top 10)
| Pos. | Corridore         | Squadra                        | Tempo    |
| ---- | ----------------- | ------------------------------ | -------- |
| 1    | Frans Verhaegen   | Ijsboerke-Colner               | 5h01'00" |
| 2    | Tino Tabak        | Ti-Raleigh                     | s.t.     |
| 3    | Freddy Maertens   | Carpenter-Confortluxe-Flandria | s.t.     |
| 4    | Alain Santy       | Gitane-Campagnolo              | s.t.     |
| 5    | Marc Demeyer      | Carpenter-Confortluxe-Flandria | s.t.     |
| 6    | Michel Pollentier | Carpenter-Confortluxe-Flandria | s.t.     |
| 7    | Daniel Verplancke | Carpenter-Confortluxe-Flandria | a 2'50"  |
| 8    | Herman Beysens    | Molteni-Campagnolo             | s.t.     |
| 9    | Roger Verschaeve  | Carpenter-Confortluxe-Flandria | s.t.     |
| 10   | Luc D'Hondt       | Maes Pils-Watney               | s.t.     |